# Mellit z Canterbury
Mellit z Canterbury, wł. Mellito di Canterbury, ang. Mellitus (zm. 24 kwietnia 624 w Anglii) – włoski benedyktyn (OSB), pierwszy biskup Londynu (604-619) i trzeci arcybiskup Canterbury od 619, święty Kościoła katolickiego, czczony w Kościele anglikańskim.

## Życiorys
O młodości Mellita nic nie wiadomo. Początkowo był opatem w benedyktyńskim klasztorze św. Andrzeja na Monte Celio w Rzymie, gdzie przeorem był św. Augustyn z Canterbury. W 601 roku został wysłany przez papieża Grzegorza I do Anglii, by pomagać Augustynowi w chrystianizacji Wysp Brytyjskich.
Najpóźniej w kwietniu 604 roku osiedlił się w Londynie. Tam król Ethelbert kazał mu zbudować katedrę pod wezwaniem św. Pawła, której Mellit został pierwszym biskupem.
W 619 roku, po śmierci Wawrzyńca, został arcybiskupem Canterbury.
Jego dzień pamięci u anglikanów przypada na 24 kwietnia, głównie w archidiecezjach: Westminster i Southward oraz diecezji Brentwood w Anglii.